# Histoire de Wikipédia
Pour un article plus général, voir Wikipédia.
 (juillet 2023).
Les informations dans cet article sont mal organisées, redondantes, ou il existe des sections bien trop longues. Structurez-le ou soumettez des propositions en page de discussion.
Avec le temps, il arrive que le contenu présent dans un article devienne désordonné. Il est souvent nécessaire de réorganiser l'article de fond en comble.
- Il faut tout d’abord répartir le contenu de l'article en plusieurs sections. Les informations doivent ensuite être exposées clairement et le plus synthétiquement possible, regroupées par sujet afin d'éviter les doublons. Quelqu'un cherchant une information précise doit pouvoir la trouver rapidement en lisant la section appropriée.
- À l'intérieur de chaque section, le texte, souvent initialement sous la forme de phrases éparses, doit être regroupé dans des paragraphes de quelques lignes, en assurant un enchaînement logique et une cohérence entre les phrases.
- Lorsque l'article ou l'une de ses sections développe trop longuement un point qui n'est pas dans le cœur du sujet traité, il convient de faire une synthèse et de transférer l'ancien contenu dans des articles plus appropriés (en cas de transfert, il faut impérativement respecter la procédure Aide:Scission).

Si vous pensez que ces points ont été résolus, vous pouvez retirer ce bandeau et améliorer le plan d'un autre article.
L'histoire de Wikipédia débute officiellement le 15 janvier 2001. L'encyclopédie en ligne participative est alors lancée pour soutenir Nupedia, un projet semblable mais écrit uniquement par des experts, créé par Jimmy Wales.
Cette encyclopédie a grandi très rapidement au point de remplacer Nupedia, puis par la suite de devenir un projet mondial très important. Elle compte actuellement des millions de pages et d’articles rédigés par des centaines de milliers de bénévoles dans plus de trois cents langues.
Avec l’avènement du Web, plusieurs projets d’encyclopédie en ligne ont été lancés, dont certains étaient entièrement libres. En 1999, Richard Stallman, le père du mouvement du libre et des logiciels libres, avait exposé l’utilité d’une encyclopédie universelle et libre et d’une ressource d’apprentissage. Il a décrit la naissance de Wikipédia comme une nouvelle passionnante et sa Free Software Foundation encourage les gens à visiter et à contribuer au site. Robert McHenry, un rédacteur américain, a également comparé Wikipédia du point de vue conceptuel avec Interpedia, un projet similaire plus ancien n’ayant jamais vu le jour.

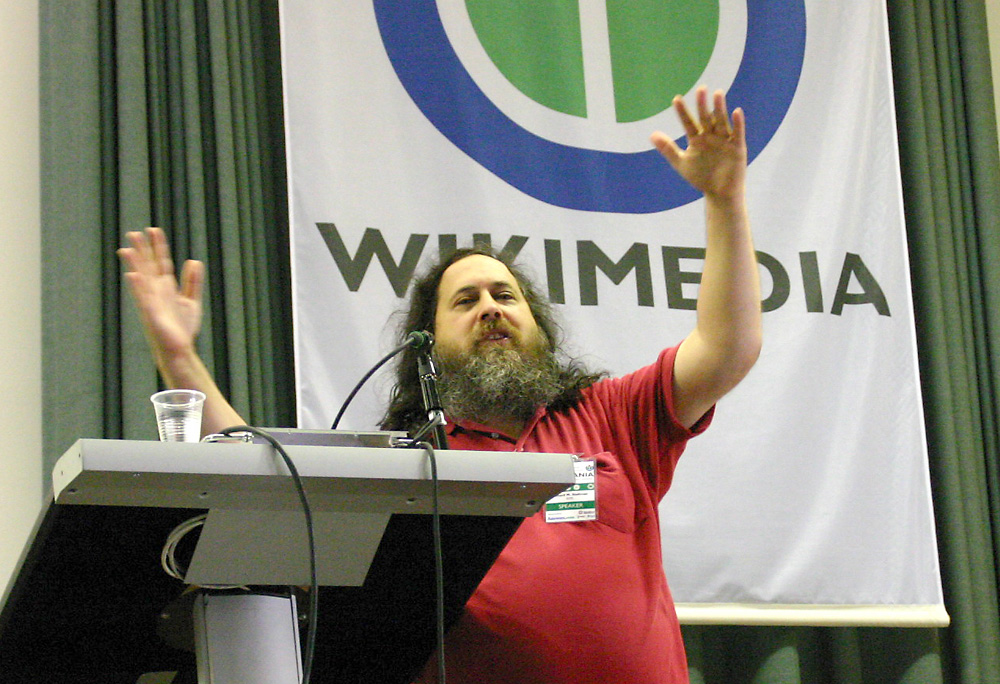
Richard Stallman donnant une conférence sur le thème Copyright and Community lors de la Wikimania de 2005 à Francfort.

## Émergence de Wikipédia

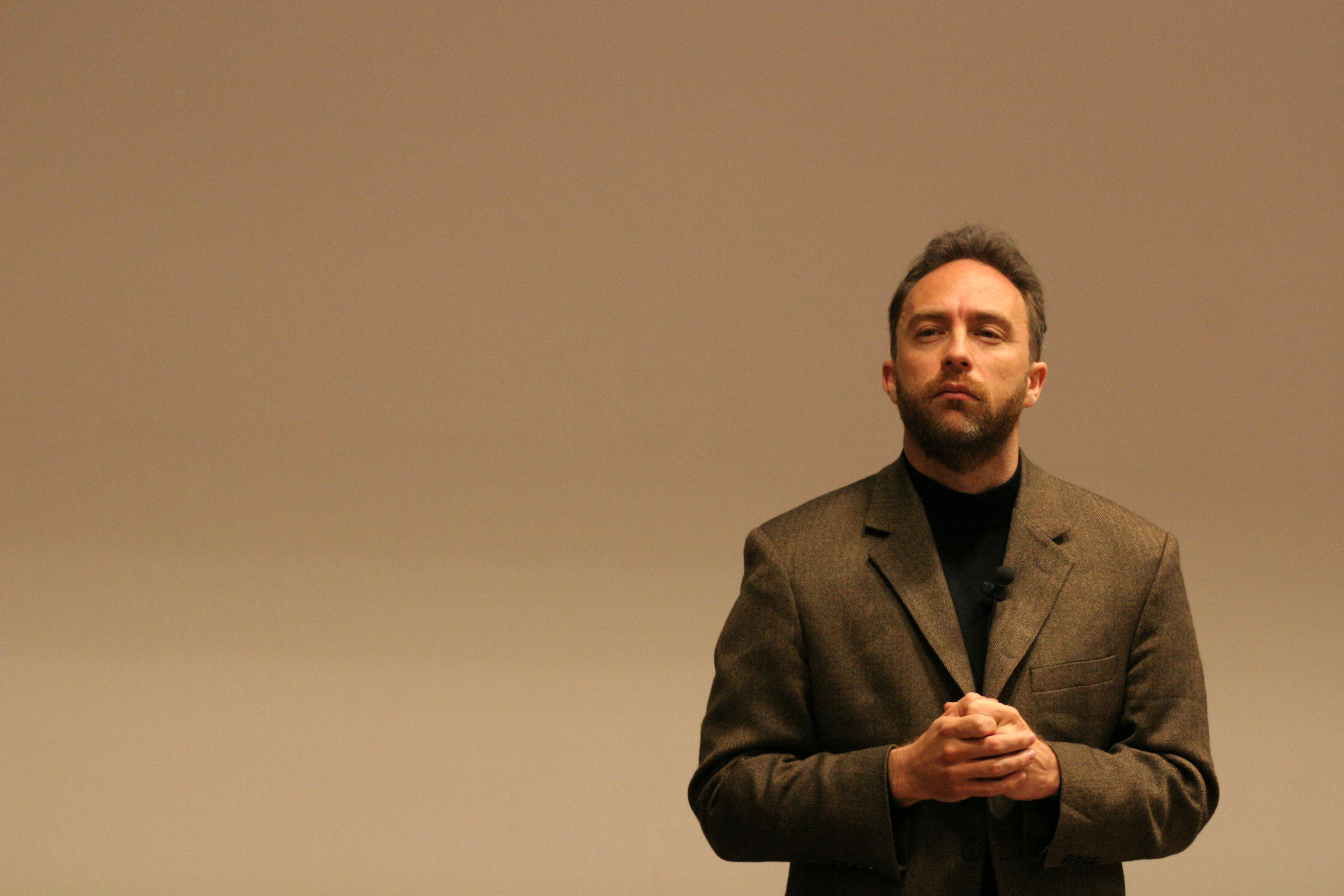
Jimmy Wales fondateur de Nupedia, menant à Wikipédia

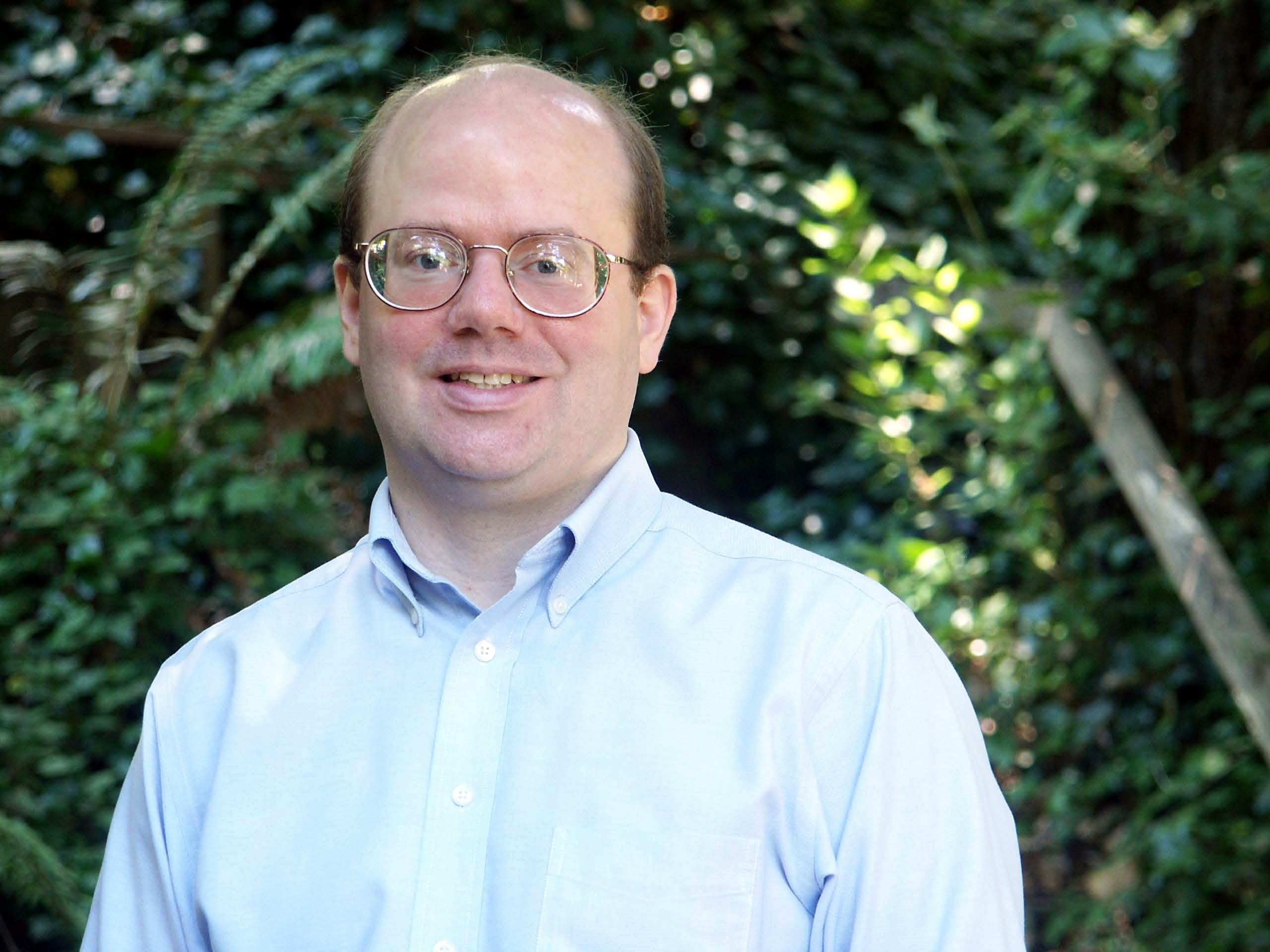
Larry Sanger, initialement rédacteur en chef de Nupedia

### Choix d'un wiki
Wikipédia fut d'abord créée comme un projet secondaire alimentant Nupedia, maintenant disparue, une ancienne encyclopédie sous licence libre fondée par Jimmy Wales le 9 mars 2000 qui en était l'actionnaire majoritaire, afin de produire une encyclopédie libre.
Nupedia avait des procédures de révision élaborées car placée sous le contrôle d'un comité scientifique et exigeant la participation de contributeurs hautement qualifiés, mais en 2000 la rédaction d'articles était particulièrement lente, malgré l'existence d'une liste de discussion des éditeurs intéressés, et d'un rédacteur en chef à plein temps, Larry Sanger. En novembre 2000, seuls deux articles avaient été rédigés.
Au cours de la première année de Nupedia, Jimmy Wales et Larry Sanger ont discuté de divers moyens pour compléter Nupedia par un projet plus ouvert et complémentaire. Jimmy Wales avait dès 1996, l'année suivant celle du lancement du premier navigateur Internet, Netscape, lancé Bomis, un portail donnant accès à du contenu grâce aux recommandations des utilisateurs mais ce fut un échec au détail près que ce fut Bomis qui finança le lancement de Nupedia en mars 2000.
Wales raconte que Jeremy Rosenfled, un salarié de Bomis, lui avait présenté le concept du wiki. Indépendamment, Ben Kovitz, un développeur, habitué du wiki de Ward Cunningham (WikiWikiWeb) a présenté l'idée d'un wiki à Larry Sanger, au cours d'un dîner le 2 janvier 2001. Ce dernier pensait qu'un wiki serait une bonne plate-forme, et a proposé sur la liste de diffusion de Nupedia, dans un message intitulé « Let's make a wiki » (Faisons un wiki), qu'un UseModWiki (version 0.9.0) serait installé, afin d'alimenter Nupedia :

« Non, ce n'est pas une proposition indécente. C'est une idée pour ajouter une petite capacité supplémentaire à Nupedia. Jimmy Wales pense que de nombreuses personnes pourraient trouver l'idée sujette à caution, mais je ne le pense pas. (…) L'utilisation d'un wiki par Nupedia est le format ULTIME, « ouvert » et simple pour développer du contenu. Nous nous sommes occasionnellement regroupés autour d'idées pour des projets plus simples, plus ouverts, pour soit remplacer soit suppléer Nupedia. Il me semble que les wikis peuvent être déployés pratiquement instantanément, n'ont besoin que de très peu de maintenance, et en général sont très peu risqués. Ils sont aussi une source de contenu potentiellement importante. Donc il n'y a que de petits inconvénients, aussi loin que je peux en voir. »

Wales installa ce wiki et le mit en ligne le 10 janvier. À partir de ce moment, Larry Sanger travailla conjointement à l'encyclopédie Nupédia et à l'encyclopédie Wikipédia. Il participa particulièrement à la formulation de la majorité des politiques originelles.

### Origines du concept
Il y a une différence de vue entre Wales et Sanger quant aux rôles précis et aux titres qu'ils employaient dans les premières étapes de Wikipédia. Sanger se qualifiait lui-même de cofondateur, de même que Wales, au moins jusqu'en 2001.
Wales a plus tard remis en cause cela, en affirmant « il travaillait pour moi […] je ne suis pas d'accord pour le qualifier de cofondateur, mais il aime ce titre »,. Rien ne faisait état d'une telle remise en cause avant 2004.
Larry Sanger concède que c'est Jimmy Wales tout seul qui a conçu une encyclopédie à laquelle des amateurs pourraient contribuer. « Pour être clair, l'idée d'une encyclopédie en source ouverte, collaborative, ouverte aux contributions des gens ordinaires, était entièrement celle de Jimmy, pas la mienne » (emphase dans le texte original). Cependant, Sanger maintient que c'est lui qui a amené le concept à Wales et a suggéré qu'il soit appliqué à Nupedia, ce que Wales n'aurait accepté qu'après une étape de scepticisme. Wales déclarait lui que c'est Jeremy Rosenfeld qui lui a le premier suggéré cette idée, bien qu'il ait déclaré plus tôt, en octobre 2001, que « Larry a eu l'idée d'utiliser un logiciel Wiki »,. Sanger maintient également qu'il « est arrivé avec le nom de Wikipedia, un nom ridicule pour ce qui était au début un projet très ridicule »,. De plus, Sanger a fait la plus grande part du travail de rédaction des règles et a consacré ses efforts à construire une communauté, ce pour quoi il a été rémunéré par Bomis jusqu'en 2002.
Aujourd'hui, Wales insiste sur cette relation d'employeur à employé, et le fait qu'il était alors l'autorité ultime, pour faire de lui le seul fondateur, tandis que Sanger se fonde sur les contributions qu'il a faites sur Wikipédia, et sur des coupures de presse de 2002 à 2004, qui les présentaient de façon routinière comme cofondateurs,.

### Premiers pas

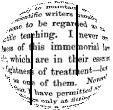
Le logo de Wikipédia utilisé jusqu'à fin 2001

Il y eut une réticence considérable de la part des contributeurs et relecteurs de Nupedia à l'idée d'associer Nupedia avec un site Internet sous la forme d'un wiki. Sanger suggéra de donner au nouveau projet son propre nom, et Wikipedia fut bientôt lancé avec son propre domaine wikipedia.com le 15 janvier. À l'origine, ce n'est pas une encyclopédie mais « juste un brouillon permettant de travailler aux articles qui doivent être ensuite validés et intégrés à Nupedia ».
La bande passante et le serveur (basé à San Diego) utilisés pour ces projets étaient des dons de Bomis. La plupart des employés actuels et passés de Bomis ont contribué à l'encyclopédie, notamment Tim Shell, cofondateur et actuel PDG de Bomis, et le programmeur Jason Richey.

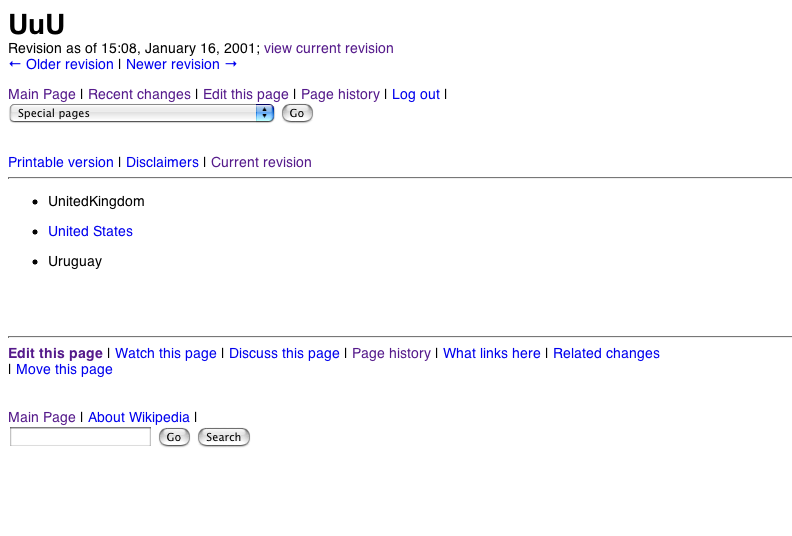
La première modification de Wikipédia, comme elle apparaît avec l'habillage Nostalgia sur un Mac en 2005.

Les premières modifications réalisées sur Wikipédia ont été vraisemblablement réalisées par Jimmy Wales, afin de tester le wiki. Cependant, l'article le plus ancien encore aujourd'hui accessible est l'article UuU, créé le 16 janvier 2001 à 21:08 UTC.
Le projet accueille de nombreux nouveaux participants après avoir été mentionné trois fois sur le site Slashdot, avec deux mentions mineures en mars 2001,. Il a ensuite bénéficié d'une couverture importante par le site communautaire, technologique et culturel Kuro5hin, le 25 juillet. Entre ces quelques rapides pics, son audience progressa régulièrement grâce à d'autres sources, notamment Google, qui envoyait, à lui seul, plusieurs centaines de nouveaux visiteurs vers le site de Wikipédia.

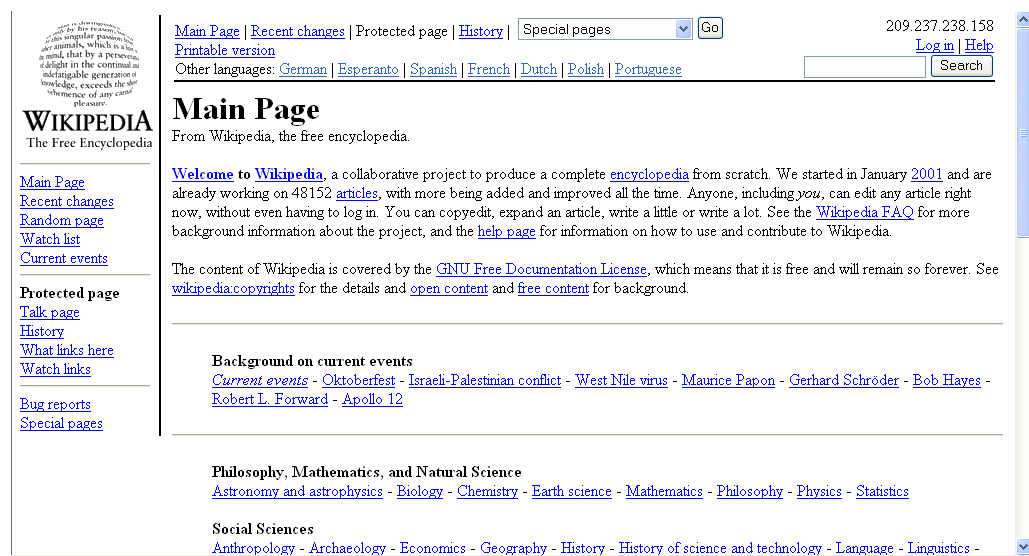
Une copie d'écran de la page d'accueil, le 28 septembre 2002

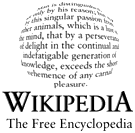
Le logo utilisé depuis la fin 2001 jusqu'en 2003

Le projet dépasse les 1 000 articles le 12 février 2001, et les 10 000 articles autour du 7 septembre. Dans sa première année d'existence, plus de 20 000 entrées encyclopédiques furent créées, soit un taux de plus de 1 500 articles créés par mois. Le 30 août 2002, le projet atteint les 40 000 articles. Le taux de croissance a plus ou moins régulièrement augmenté depuis la création de Wikipédia, excepté durant des coupures liées à des problèmes logiciels ou matériels.

### Déploiement international
Très tôt, Wikipédia a commencé à s'étendre au niveau international. Le premier nom de domaine réservé pour une version non anglophone fut deutsche.wikipedia.com (le 16 mars 2001) suivie quelques minutes plus tard par une version catalane, qui furent pendant 2 mois les seules avec des articles non-anglophones.
La première référence à une Wikipédia en langue française date du 23 mars 2001. Mais l'espace en français a bien été créé le 11 mai 2001 avec 8 nouveaux wikis (chinois, espéranto, hébreu, italien, japonais, portugais, espagnol et russe). Ils furent ensuite rejoints par des versions en néerlandais, suédois, arabe et hongrois,.
En septembre, un pas supplémentaire fut franchi avec le déploiement de versions en afrikaans, norvégien, et serbe,. Au cours du même mois de septembre 2001, un grand média traditionnel parle pour la première fois de Wikipedia, le New York Times, du 20 septembre 2001.

### Organisation
Le projet s'est développé rapidement à plusieurs niveaux : les wikis ont vu leur nombre d'articles fortement augmenter, de nouveaux wikis ont été installés, et de nouveaux projets fondés dans d'autres domaines (actualités, citations, sources de références…). La fondation Wikimédia, de droit américain, a été créée afin de financer le projet, depuis le retrait progressif de Bomis du projet, et d'en assurer la sécurité juridique.

## Croissance continue

### Années 2000

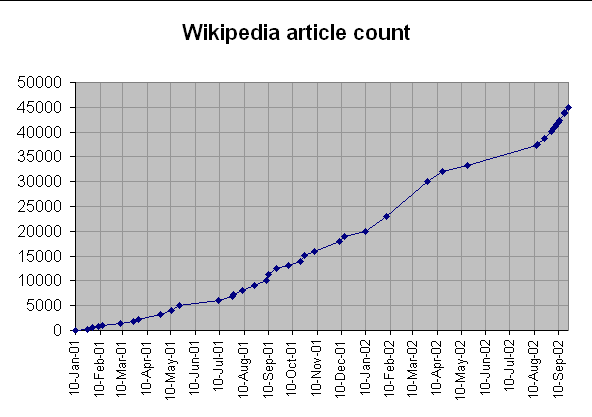
Taille de Wikipédia, jusqu'en septembre 2002.

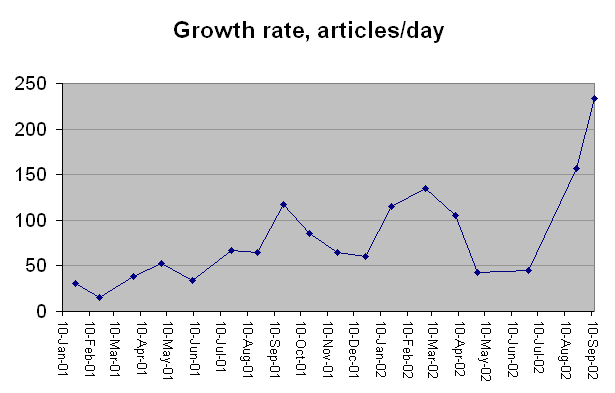
Taux de croissance de Wikipédia, jusqu'en septembre 2002.

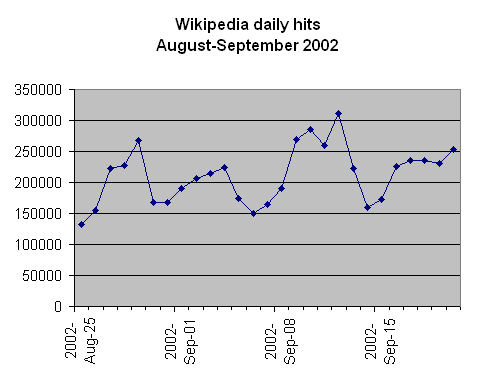
Taux d'audience de Wikipédia en août et septembre 2002.

#### Millième article
Le millième article de l'histoire de Wikipédia est publié en février 2001. Les cinq grands principes qui gouvernent l'encyclopédie depuis 2001 font leur apparition à ce moment-là, notamment le fait qu'il s'agit d'une encyclopédie généraliste, qui fait des synthèses et pas des travaux inédits. Jusqu'en janvier 2002, Sanger était employé par Bomis comme rédacteur en chef de Nupedia, ainsi qu'organisateur de Wikipédia mais il démissionne en mars 2002 à la fin du budget de Bomis le rétribuant.

#### Nouveaux outils
En janvier 2002, la « phase II » du logiciel wiki utilisé par Wikipédia fut présentée, remplaçant UseModWiki. Écrit spécifiquement pour le projet par Magnus Manske, il comprend un moteur wiki en PHP. En février 2002, la plupart des participants de Wikipédia en espagnol se séparent pour créer Enciclopedia Libre Universal en Español. Le projet anglophone est occasionnellement visité par des vandales, qui suppriment des articles valides ou envoient des contenus inappropriés. Alors que de tels vandalismes sont généralement rapidement annulés, la page principale du projet fut, pendant un temps, sujette à des vandalismes répétés. Cela amena à la protection de la page, de telle sorte qu'elle ne puisse être modifiée que par des administrateurs. 
En juillet 2002, en réponse aux attentes croissantes du projet, Lee Daniel Crocker écrit une mise à jour majeure du logiciel exploité: « phase III » remplace « phase II », et devint MediaWiki. Puis Jimmy Wales annonce ne jamais mettre en place de publicités sur Wikipédia, dont l'URL passe de wikipedia.com à wikipedia.org.
Le même logiciel sert à la création du premier projet sœur, Wiktionnaire, en décembre 2002, chargé de produire un dictionnaire et un thésaurus des mots dans toutes les langues. En janvier 2003, le support des formules mathématiques en TeX est ajouté, avec un code fourni par Tomasz Wegrzanowski. Le 22 janvier, la version anglophone passe le cap des 100 000 articles et deux jours après la version germanophone celui des 10 000 articles. Le 20 juin, la fondation Wikimedia est créée pour financer ses propres projets et l'acquisition ou l'engagement de ressources, pour satisfaire à ses propres besoins. Le même jour, Wikiquote, recueil libre de citations est déployé. Un mois plus tard, Wikibooks est lancé.
Autour du 15 octobre, le logo de Wikipédia est installé, choisi par une procédure de vote, suivie d'une autre pour sélectionner la meilleure variante. La sélection finale fut créée par David Friedland, basée sur une idée de Paul Stansifer. 
Le 28 octobre 2003, la première réunion « réelle » de Wikipédia se déroule à Munich. Le 26 septembre 2003, Nupedia fut définitivement fermée (mais elle reste encore accessible et des messages récents y figurent) : elle ne dispose alors que de 24 articles publiés et 74 y sont en cours de rédaction. Après le 6 décembre 2003, les administrateurs de Wikipédia peuvent changer le texte de certaines parties de l'interface de MediaWiki.

#### Le cap du demi-millions d'articles en 2004
En janvier 2004, Wikipédia dépasse les 200 000 articles en langue anglaise, et atteint 450 000 articles, toutes langues confondues. Le mois suivant, ce dernier compteur dépasse les 500 000 articles. Le 12 février 2004, le serveur fut déplacé de San Diego (Californie) à Tampa en Floride. Le 29 mai 2004, une mise à jour de MediaWiki est déployée sur tous les projets. Le lendemain, le 30 mai 2004, les premières catégories apparaissent. Le 2 juin 2004, la Chine bloque l'accès à la Wikipédia chinoise. Quelques jours plus tard, toutes les versions de Wikipédia étaient inaccessibles depuis la Chine. Ce blocage fut levé le 17 juin. Le 7 juin 2004, le wiki anglophone atteint les 300 000 articles.
L'année 2004 est aussi celle de la création de Wikipedia Commons, pour héberger et centraliser les photos, un an après Wikiquote, qui lui faisait de même pour les citations, offrant un dispositif de sourçage et de vérification nouveau.

#### En 2005, le rôle de Larry Sanger remis en cause
En 2005, le rôle de Larry Sanger, en tant que cofondateur du projet Wikipédia, est remis en cause par Jimmy Wales, en particulier par de nombreuses retouches à l'article le concernant sur Wikipédia. Fin 2005, cette discussion fait l'objet de nombreux articles et à la publication d'images humoristiques dans la presse anglophone.

#### Les prévisions de l'universitaire Eric Goldman
Le modèle de rédaction de Wikipédia, ouvert et vérifié par des pairs, fait par ailleurs l'objet de plusieurs critiques. En décembre 2005, l'universitaire Eric Goldman prédit ainsi que l'encyclopédie aura disparu dans les cinq années suivantes à cause de son modèle. Selon lui, « les communautés, en particulier celles en ligne, sont confrontées à des problèmes d'échelle. Lorsqu'une communauté se développe, les interactions personnelles ne suffisent plus pour prendre des décisions ». 
Toujours en 2005, il fait le pari avec Mike Godwin, autre blogueur spécialisé sur le droit américain, que « Wikipédia sera inévitablement dominée par les joueurs en ligne et les spécialistes du marketing au point de perdre toute crédibilité ».

#### L'étude comparative du magazine scientifique Nature
En décembre 2005, le magazine scientifique Nature publie les résultats d'une étude comparative de la qualité des articles de Wikipédia et de l'Encyclopædia Britannica dans le domaine scientifique. Contre toute attente, le journal conclut que les articles scientifiques de Wikipédia présentent un niveau de précision et de qualité semblable à celle de l’encyclopédie payante.
Au niveau des outils, le moteur de Wikipédia est complété par la création d'un système de semi-protection, qui permet d'interdire la modification d'une page à tout contributeur qui compte 4 jours ou moins de présence sur Wikipédia.

#### En 2006, lancement d'encyclopédies concurrentes
En 2006, Wikipédia est confrontée au lancement de plusieurs encyclopédies concurrentes. En février, Eugene Izhikevich, spécialiste en neurosciences, lance Scholarpedia, une encyclopédie faisant appel à des experts qui guident le public dans l'écriture des articles. En septembre, Larry Sanger, qui a cofondé Wikipédia mais qui a depuis pris ses distances avec le projet, lance Citizendium, une encyclopédie rédigée en collaboration par des amateurs et des experts. Néanmoins ces deux projets ne rencontrent pas le succès escompté et ne parviennent par la suite à grandir de façon aussi significative que Wikipédia.
Pour l’écrivain Richard Cooke, cet échec s’explique par le choix de ces projets de faire appel à des experts pour rédiger les articles. En effet, une majorité d’experts refuse de rédiger des articles pour une encyclopédie en ligne s'ils ne sont pas rémunérés, ce qui limite le nombre et la fréquence de publication des articles. D’autre part, ces encyclopédies ne disposent pas d’une communauté de rédacteurs suffisamment grande et diversifiée, contrairement à Wikipédia, ce qui ne leur permet pas de traiter l’ensemble des sujets importants.
En octobre, la Française Florence Devouard est élue présidente de la Fondation Wikimedia au niveau mondial.
Wikipédia dans toutes les langues contient 1,74 milliard de mots dans 7,5 millions d'articles dans environ 250 langues. Le nom de domaine Wikipedia.org se classe 10e site le plus fréquenté sur Internet. L'affaire Essjay éclate, du nom d'un important contributeur à l'encyclopédie, administrateur sur Wikipédia en anglais et employé de Wikia qui avait menti sur ses qualifications universitaires.
En décembre 2007, le moteur de recherche américain Google annonce le lancement d'une encyclopédie collaborative appelée Knol (raccourci de knowledge). À l'image de Wikipédia, Knol est éditée par les internautes qui peuvent modifier les articles, ajouter du contenu, et poster des commentaires. Cette annonce suscite des inquiétudes au sein de la Wikimedia Foundation. Florence Devouard, vice-présidente de Wikimédia France, indique ainsi craindre que Google fasse « remonter » les articles Knol dans les résultats de son moteur de recherche, au détriment des articles Wikipédia. « Aujourd'hui, 50% de notre trafic vient de Google. Si nous avons moins de visibilité, nous risquons de voir nos rares sources de financement (les dons) disparaître. » déclare-t-elle.
Plusieurs WikiProjets[Quoi ?] dans différents domaines continuent de croître. En avril, le dix-millionième article sur Wikipédia est publié (la biographie de Nicholas Hilliard sur Wikipédia en hongrois). Quelques mois plus tard, Wikipédia en anglais dépasse les 2,5 millions d'articles.

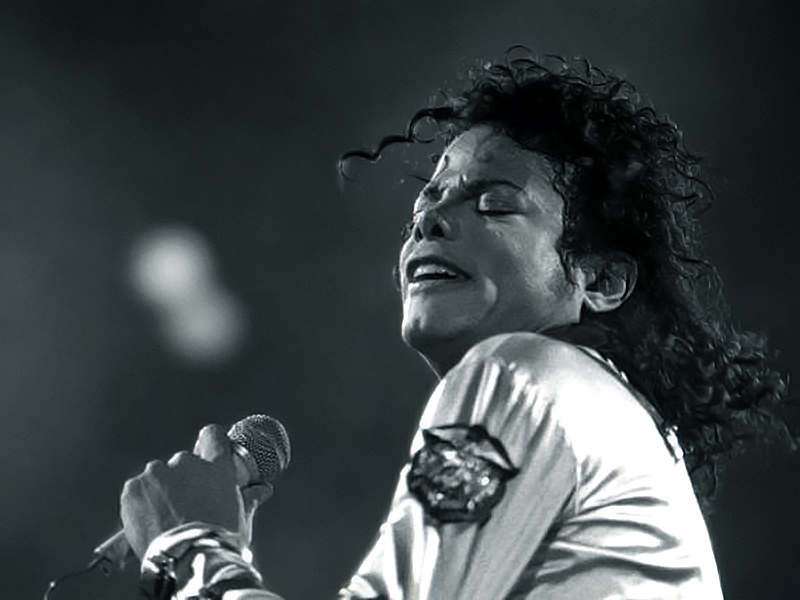
Le 25 juin 2009, l'article consacré à Michael Jackson connaît une forte hausse de sa fréquentation.

#### En 2009, la crise de croissance
En 2009, Wikipédia connaît une crise de croissance, marquée par une baisse significative du nombre de contributeurs. Même si le nombre d'éditeurs était déjà en baisse en 2007 et 2008, la baisse est particulièrement importante en 2009. Sur les trois premiers mois de l'année, la version anglaise de Wikipédia a ainsi perdu 49 000 contributeurs, soit dix fois plus qu'en 2008 sur la même période. Sue Gardner, directrice générale de la fondation Wikimedia, explique ce constat par le fait que Wikipédia est alors arrivée à maturité. S'il est toujours possible d'écrire de nouveaux articles, le périmètre s'est fortement réduit, les principaux thèmes ayant déjà été traités. Une autre explication avancée par le Wall Street Journal est la complexité des règles qui sont apparues au fur et à mesure, d'où un sentiment d'hostilité à l'égard des nouveaux contributeurs. « Si la communauté est devenue plus hostile envers les nouveaux, c'est un problème qui peut être corrigé », indique cependant Jimmy Wales.
Malgré cette baisse, l'audience globale sur Wikipédia continue de progresser à un rythme soutenu. En 2009, 399 millions de visiteurs ont consulté l'encyclopédie, soit une hausse de 22 % par rapport à 2008, pour un total 13,7 milliards de pages consultées sur l'année (+ 20 %), sans compter les visites sur téléphone mobile.

#### Un million de visiteurs en une heure pour la biographie de Michael Jackson
Le 25 juin 2009, à la suite de la mort de Michael Jackson, près d'un million de visiteurs viennent consulter sa biographie sur Wikipédia, le tout en à peine une heure, ce qui constitue le plus grand nombre de visiteurs pour un article Wikipédia durant ce laps de temps.
À la fin du mois d'août 2009, le nombre d'articles sur Wikipédia dépasse les 14 millions, toutes versions confondues. Le 17 août, la version Wikipédia en anglais franchit les 3 millions d'articles avec la biographie de l'actrice Beate Eriksen. La version de Wikipédia en allemand dépasse, elle, le million d'articles le 27 décembre, devenant ainsi la deuxième modification à franchir ce cap.

### Années 2010

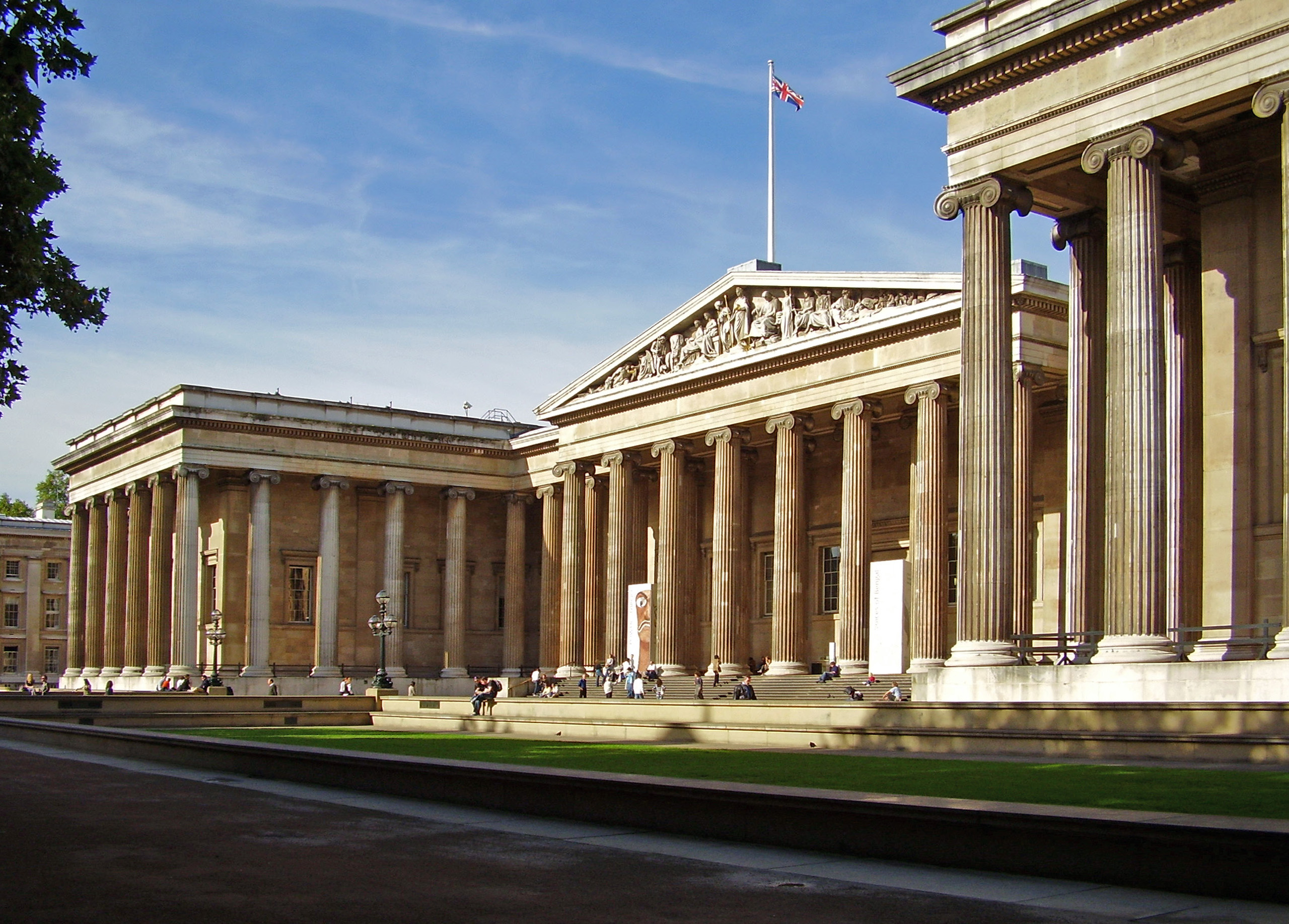
Le British Museum accueille le premier wikipédien en résidence en juin 2010.

En mars 2010, une étude de l'université de Washington se penche sur l'utilisation de Wikipédia par le monde étudiant. Parmi le panel d'étudiants interrogés, une large majorité (75%) déclare se servir de l'encyclopédie pour des travaux de recherche. Parmi les avantages de l'encyclopédie, les étudiants notent son côté « pratique » et « intelligible ». Les étudiants en architecture et les futurs ingénieurs sont ceux qui utilisent le plus l'encyclopédie (75%). Wikipédia est également beaucoup utilisé par les étudiants en physique ou en mathématiques. En revanche, les étudiants en sciences sociales et en littérature l'utilisent peu.
Le 13 mai, une nouvelle interface est déployée. Les nouvelles fonctionnalités comprennent de nouveaux outils de navigation, un assistant pour les liens et l'affichage du nouveau logo.
En juin 2010, le British Museum entame une collaboration avec le vice-président de Wikimedia Australia Liam Wyatt. Le musée lui propose de l’accueillir durant 5 semaines afin de travailler avec les collaborateurs du musée et d’identifier les opportunités de collaboration qui seraient bénéfiques aussi bien au musée qu’aux projets Wikimedia. Six projets en résultent, dont une visite guidée « privée », exclusivement réservée aux wikipédiens, une page pour les requêtes de photographies d'objet du musée, et des collaborations « one-on-one » entre les conservateurs du musée et les wikipédiens en quête d'informations ou de relecture par des professionnels. Le concept du « wikipédien en résidence » est né. Par la suite, d’autres institutions comme le Château de Versailles, le Musée Picasso ou les US National Archives renouvellent l’expérience en accueillant des wikipédiens afin de valoriser leurs collections.
Après l'échec de son encyclopédie collaborative Knol, Google entame, en juillet 2010, un partenariat avec Wikipédia afin d'aider les internautes à traduire des articles dans les langues les moins bien représentées sur l'encyclopédie (indiennes, africaines et arabe). Google a mis à disposition son service Translator Toolkit, qui permet d'utiliser Google Translation pour établir une base, et a coordonné les équipes de volontaires pour achever la traduction. 100 articles importants ont ainsi été traduits dans la version hindi, ce qui a permis d'augmenter sa taille de 20 %. L'opération a été répétée dans 16 langues, pour un total de 16 millions de mots traduits
.
Le 21 septembre, la version de Wikipédia en français franchit la barre symbolique du million d'articles, devenant ainsi la troisième version à franchir ce cap après les versions anglaise et allemande.

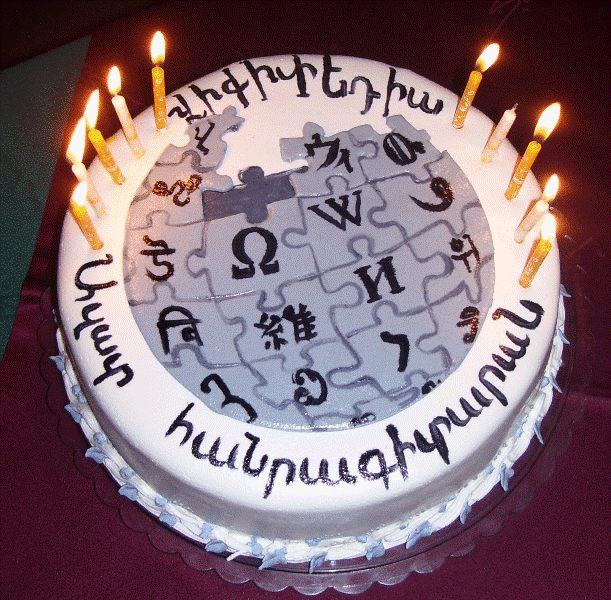
Un des nombreux gâteaux réalisés afin de célébrer les 10 ans de Wikipédia.

Le 15 janvier 2011, de nombreuses célébrations sont organisées dans le monde entier par Wikipédia et ses utilisateurs afin de commémorer les 10 ans de l'encyclopédie. Celle-ci compte alors 17,6 millions d'articles, dont plus d'un million en français, et des versions dans 270 langues. Avec 400 millions de visiteurs chaque mois, l'encyclopédie fait également partie des 10 sites les plus visités du monde (huitième selon Alexa.com).
En février 2011, une étude de l'UNU-MERIT dresse le portrait du contributeur type sur Wikipédia. Selon cette étude, l'encyclopédie compte alors 87 % d'hommes et 13 % de femmes. Selon la sociologue Jane Margolis, cette disparité ne serait que le reflet du monde réel et notamment du monde de l'informatique qui est essentiellement un milieu d'hommes. Jimmy Wales est cependant plus nuancé. Pour ce dernier, l'objectif doit être surtout d'améliorer l'interface afin que Wikipédia soit plus facilement accessible aux « non geeks ».
Durant l'année, la baisse du nombre de contributeurs sur Wikipédia se confirme. En juin, l’encyclopédie compte en effet 82 000 contributeurs réguliers alors que ce nombre oscillait autour de 90 000 entre 2007 et 2010. « Nous ne remplissons pas les rangs. Ce n’est pas une crise, mais je considère que c’est important » déclare Jimmy Wales. Pour le cofondateur de Wikipédia, ce constat s’expliquerait par deux raisons. La première est que le contenu de l'encyclopédie serait alors arrivé à un niveau de saturation. La seconde est que le contributeur type, « un geek mâle de 26 ans» (c'est-à-dire un technophile homme de 26 ans), aurait vieilli et aurait désormais d’autres priorités liées à sa vie familiale. Pour le professeur Andrew Lih, l’encyclopédie serait également devenue moins attractive du fait de l’apparition de nombreuses règles et recommandations et de leur interprétation. Par ailleurs, les pratiques de suppression rapide d’articles ne répondant pas à certaines attentes auraient tendance à rebuter les débutants.
Pour pallier ce problème, la Wikimedia Foundation se donne pour objectif de recruter 5 000 nouveaux contributeurs d’ici juin 2012. Une fonction « Wikilove » est mise en place sur la version anglophone afin de permettre aux lecteurs d’envoyer un cadeau virtuel aux auteurs d’un article qu’ils ont apprécié. Une réflexion est également menée par la fondation afin de simplifier la modification des articles et attirer de nouvelles catégories d’internautes.
Malgré cette baisse de contributeurs, l'encyclopédie continue de grandir. En 2011, il existe ainsi plus de 3,5 millions d’articles en anglais et plus d’un million en français. Elle est également représentée dans plus de 250 langues.
En octobre 2011, la Wikimedia Foundation annonce le lancement du projet Wikipedia Zero, une initiative visant à fournir un accès gratuit à Wikipédia aux populations des pays en développement, grâce à des partenariats avec des opérateurs de téléphonie mobile.
Le 13 juillet 2012, Wikipédia en anglais atteint les 4 millions d'articles avec « Izbat al-Burj (en) » traduit le lendemain en français : Izbet el Bourdj.
En France, à la fin de l’année 2012, Wikipédia apparaît comme le 7e site le plus visité avec 20 millions d’utilisateurs uniques par mois et 800 000 pages vues par heure. Il apparaît aussi comme le 1er site culturel. Le site français recense 1,1 million d’articles. Au début de l'année 2012, Wikipédia révèle qu'environ un million de personnes « viennent de donner 20 millions de dollars pour faire vivre l'encyclopédie en ligne. Un record », mais une enquête publiée à cette occasion dans le quotidien Le Monde rappelle que « les critiques demeurent » et portent principalement dans trois directions, « qualité des textes inégale, manque de fiabilité, partis pris flagrants ». Via un partenariat entre les wikipédiens et la BNF, les premiers ont alors été « chargés de relire et corriger 1 400 livres numérisés par la bibliothèque avant de les rendre accessibles sur le portail Gallica ». Wikisource, le site parent mais à vocation différente compte alors déjà « plus de 50 000 ouvrages » et les wikipédiens collaborent aussi avec le Centre Pompidou, le Musée de Cluny, les archives de Toulouse, en prévoyant de le faire « avec plusieurs universités, en France et en Afrique francophone ».

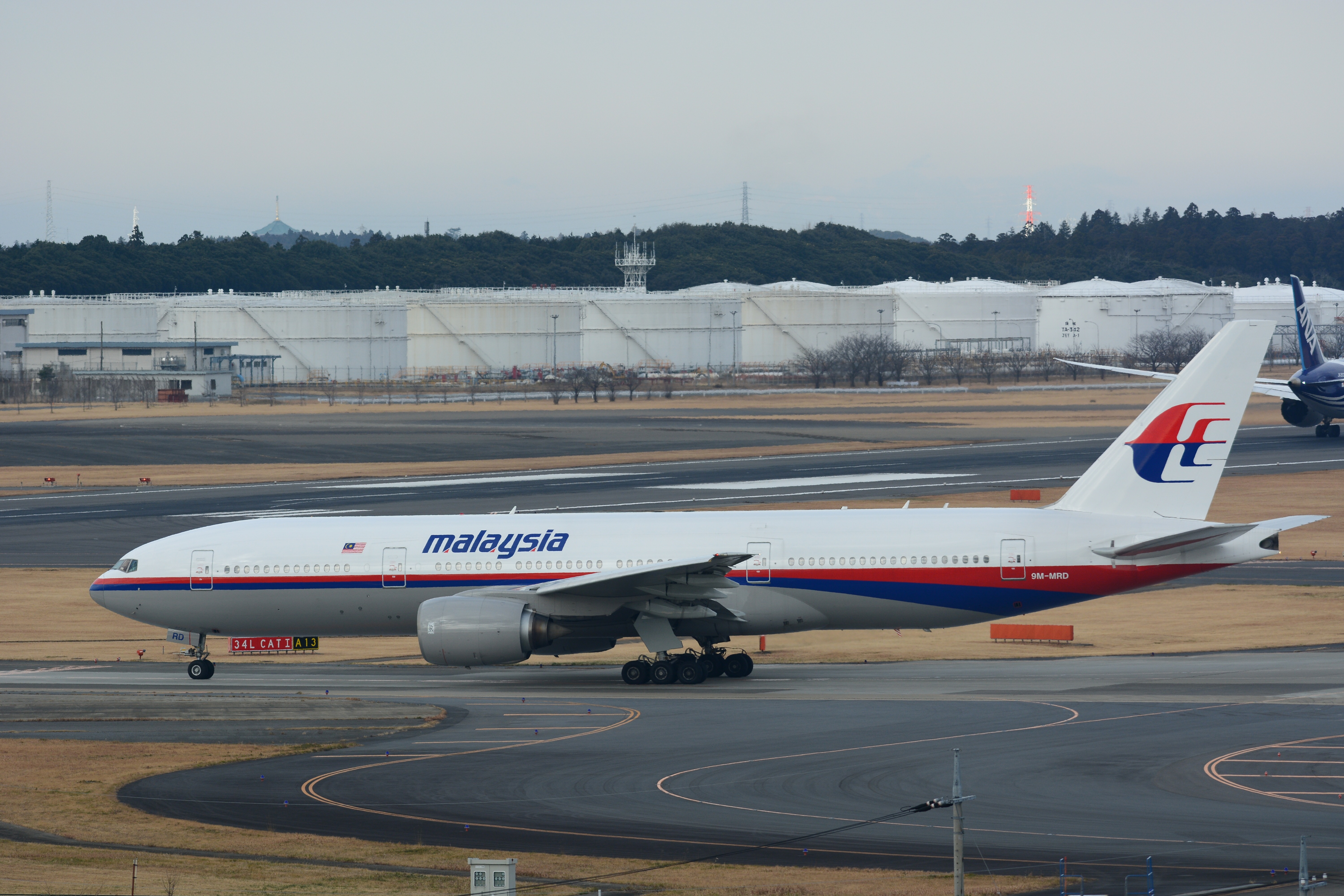
À la suite du crash du Vol 17 de la Malaysia Airlines le 17 juillet 2014, une guerre d'édition éclate sur l'article Wikipédia consacré à la catastrophe.

Le 17 juillet 2014, un Boeing de la compagnie Malaysia Airlines s’écrase dans l'est de l'Ukraine, une région de conflit, après avoir été abattu par erreur par une batterie antiaérienne russe. Une « guerre d’édition » éclate alors sur l’article Wikipédia consacré à la catastrophe. Deux IP, dont une appartenant à VGTRK, un groupe audiovisuel détenu par l’État russe, essaient de modifier la page en indiquant que l’avion a été abattu par des soldats ukrainiens, contrairement aux résultats de l’enquête. Dans le même temps, une guerre d’édition éclate sur la page Wikipédia de l’avion militaire Soukhoï Su-25. En effet, quatre jours après la catastrophe, le ministère russe de la Défense laisse entendre qu’un Su-25 de l’aviation ukrainienne aurait pu abattre l’avion, bien que celui-ci plafonne à 7 000 mètres d’altitude alors que l’altitude de croisière du Boeing 777 est de 10 000 mètres. Dans les jours qui suivent, les versions en anglais, en russe, en français et en allemand de l’article sur le Su-25 sont régulièrement vandalisées par des IP augmentant le plafond de vol de l’avion à 10 000 mètres.

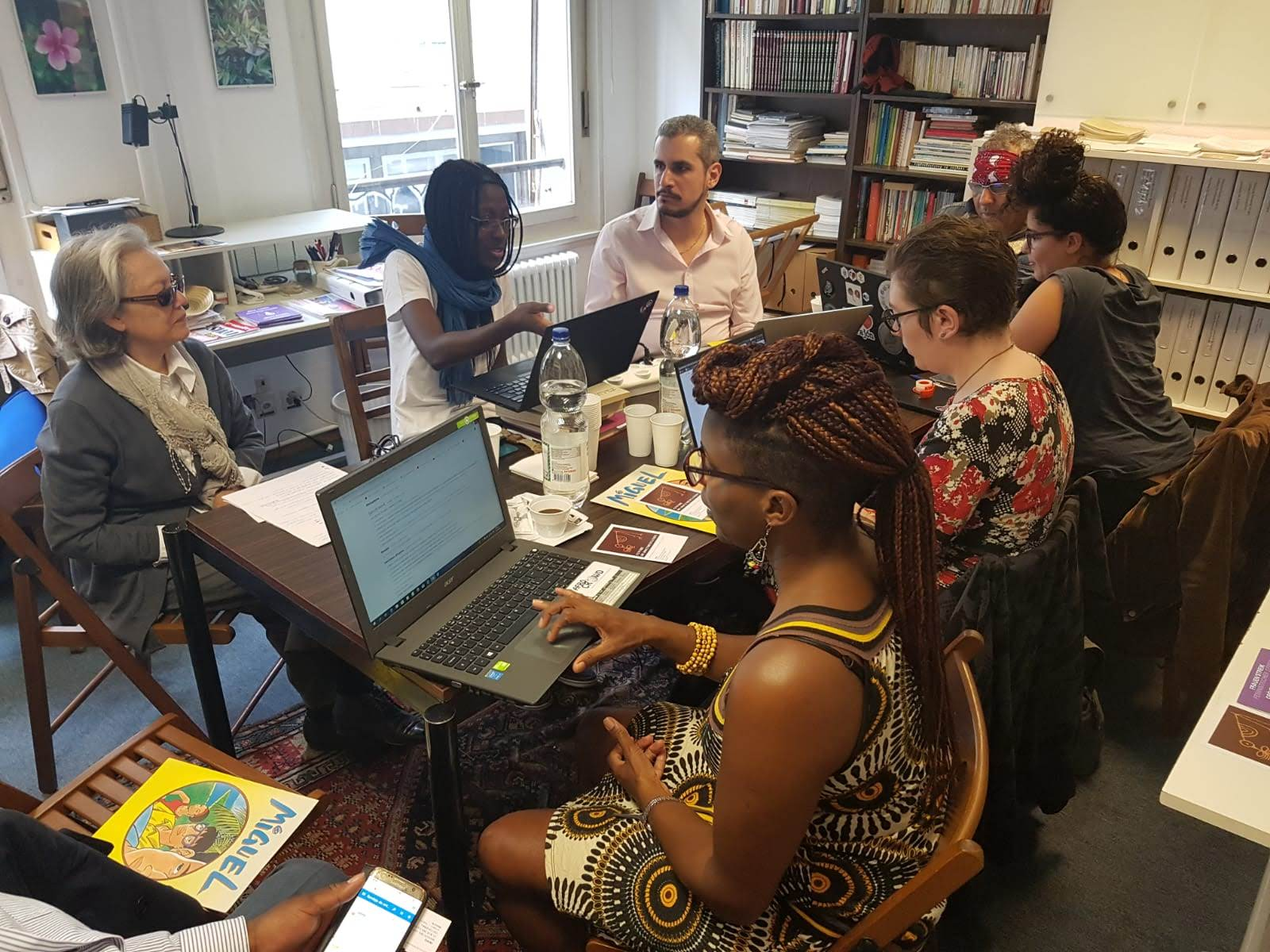
À partir de 2019, le projet Noircir Wikipédia organise des ateliers de modification sur la culture africaine.

Le 25 mai 2019, le projet Noircir Wikipédia, un collectif de wikipédiens souhaitant améliorer la visibilité des personnalités africaines et de la diaspora africaine sur Wikipédia, organise son premier atelier multilingue à Genève. Le but est de former de nouveaux contributeurs et d’améliorer les articles en lien avec l’Afrique. Au cours de ce premier atelier, près d’une cinquantaine d’articles sont améliorés. 4 nouveaux articles sont également créés, dont celui consacré à Amédée Pacôme Nkoulou, un cinéaste gabonais dont un des films a été présenté au Festival cinéma d’Afrique à Lausanne. Par la suite, d’autres ateliers sont organisés de manière mensuelle.

### Années 2020

#### Le seuil des6 millionsd'articles franchi
En janvier 2020, Wikipédia en anglais franchit les 6 millions d'articles avec Maria Elise Turner Lauder,.
Le 15 janvier 2020, le gouvernement turc décide de lever le blocage de Wikipédia. Cette décision fait suite au verdict de la cour constitutionnelle turque qui avait indiqué, en décembre 2019, que ce blocage était « une violation du droit à la liberté d’expression ». À partir de janvier 2020, l’encyclopédie est donc de nouveau accessible en Turquie, après deux ans et demi de blocage.

#### Étude sur le profil de contributeurs anglophones
En février 2020, le magazine The Atlantic publie une étude sur le profil de contributeurs anglophones de Wikipédia, à partir de données publiques de géolocalisation provenant de l'écosystème Wikimedia. Le journal constate que 75 % des contributions en anglais viennent de 5 pays : les États-Unis, le Royaume-Uni, l'Inde, le Canada et l'Australie. À l'inverse, les populations des régions les plus pauvres, les moins éduquées et les moins connectées contribuent très peu à l'encyclopédie.
En 2020, l'auteure d'une thèse sur le wikipédia francophone pose la question des logiques d’interaction de la sphère collaborative wikipédienne avec le monde juridique et économique, déjà posé par l'univers des logiciels libres, appelé aussi open source, popularisé dès les années 1990 par Linux, et observe que deux décennies d'effort pour se démarquer de l’encyclopédie classique, conçue comme celle de Denis Diderot et D’Alembert, a généré des problèmes communs aux médias journalistiques sur la question de la neutralité.

#### Bannissement de 7 contributeurs travaillant pour Zemmour
L'année 2022 sur Wikipédia est marquée par des affaires : en février 2022, Vincent Bresson, journaliste auteur d'enquêtes publiées dans Le Monde, M le Mag, La revue des médias ou encore Le Monde des livres, révèle l'action clandestine et coordonnée d'un groupe de wikipédiens qui réalisaient depuis plusieurs mois un lobbying numérique sur l'encyclopédie, en faveur d'Éric Zemmour, entrainant le bannissement des 7 utilisateurs concernés par un nombre record de 68 administrateurs, après six jours entiers de délibérations. Dès le 10 janvier, des tentatives de manipulation sur les articles de plusieurs candidats à l'élection présidentielle française de 2022 avaient entraîné le prise de décision d'étudier la possibilité d'y restreindre préventivement les modifications.

##### Bannissement en 2022 d'Avisa Partners
Par ailleurs au moins depuis 2015, Avisa Partners fondé par Arnaud Dassier, proche d'Éric Zemmour, intervient sur Wikipédia, notamment sur les pages d'Uber, de Bernard Arnault, de Linky, de La Poste, de Bayer. Avisa Partners reconnaît les faits, et par conséquent est bannie de l'encyclopédie en 2022. Selon Wikimédia France, « outre le groupe Avisa Partners, les sociétés Nativiz et Link-Edit, proches d'Avisa selon les enquêtes de presse, sont également impliquées ». Selon une enquête de Reflets.info en mai 2023, l'un des comptes utilisés pourrait être celui du président du groupe lui-même, Matthieu Creux.
En juillet 2022, Médiapart identifie des comptes liés au cabinet de conseil Avisa Partners et à ses prestataires qui n'ont pas respecté l'obligation de transparence vis-à-vis des contributions rémunérées sur Wikipédia. Des recherches et recoupements internes de wikipédiens permettent d'identifier nombre de faux-nez utilisés pour rédiger des contenus promotionnels sur l'encyclopédie. Les administrateurs actent le bannissement des utilisateurs liés à Avisa Partners.

#### Le seuil des4 millionsde visiteurs uniques par jour approché
En août 2023, Wikipédia approche du seuil des 4 millions de visiteurs uniques par jour, selon Médiamétrie, contre 2,4 millions en 2012, mais un peu moins que les 4,2 millions de visiteurs uniques observés en avril 2019. C'est le 8e site le plus visité en France, avec 28 447 000 visiteurs uniques par mois et 3 782 000 visiteurs uniques par jour. En termes de pages vues, la progression a cependant continué : au cours de l'ensemble de l'année 2023, Wikipédia en français en a eu en moyenne 27,3 millions par jour contre en moyenne 22,6 millions au cours de l'année 2018.

## L'avenir de Wikipédia: enjeux et défis

### Décroissance du nombre de contributeurs
Dès 2020, Willie Robert, un ex de Wikimédia France, voit deux enjeux majeurs à venir : maintenir un haut niveau de participation de la part des contributeurs actuels et accroître la diversité de la communauté, tandis que le livre publié en 2021 par Rémi Mathis, Wikipédia, dans les coulisses de la plus grande encyclopédie du monde, révèle que Wikipédia en français compte en tout pas plus de « 20 326 contributeurs actifs », total qui ensuite a nettement reculé, revenant à « 16 851 contributeurs actifs » seulement au 15 mai 2024. Le cofondateur de Wikipédia Jimmy Wales avait déjà déploré en 2006 qu'environ 50 % des modifications soient faites par seulement 0,7 % des utilisateurs, soit une communauté restreinte de 524 volontaires : « je connais chacun d’entre eux et chacun connaît tous les autres ».
En 2021, le millième le plus actif avait totalisé 24739 contributions et les mille premiers concentraient à eux seuls 37% de l'ensemble des contributions. Les 1,27 million d'utilisateurs enregistrés restants, ont réalisé en moyenne une centaine de contributions, une part égale à celle des 7,31 millions d'IP, ou utilisateurs non-enregistrés qui ont effectué 28% de l'ensemble des contributions.
La définition des « 16 851 contributeurs actifs » est large, incluant tous ceux qui ont effectué au moins "une modification sur les 30 derniers jours". Ce sont, selon Rémi Mathis, « souvent des CSP+, urbains, diplômés », en raison de la spécificité de nombreux articles parmi les « plus de 2,2 millions » disponibles en français, qui génèrent chaque année « 11 milliards de pages » consultées, soit une moyenne de 5000 par article. Le livre de Rémi Mathis observe aussi que Wikipédia compte 55 millions d'articles publiés, dans 309 langues différentes, dont moins de 5% en français.

### Utilisation dans l’enseignement et les associations
La Wikimedia Foundation veut rendre Wikipédia plus facile à utiliser, sur ordinateur comme sur tablette ou smartphone, par une interface plus simple. Par ailleurs, des projets ont été lancés avec les communautés et associations locales afin de favoriser l’accueil des nouveaux contributeurs et lutter contre les cas de harcèlement en ligne. Différents projets veulent diversifier les profils des contributeurs pour accroître la participation:
- des femmes;
- de contributeurs en Afrique et au Canada francophone;
- des spécialistes académiques[93].

Bien qu’elle soit  pour certains sujets l'une des sources les plus fiables du web, Wikipédia est encore confrontée à la réticence d’une partie du monde universitaire et de l’enseignement. 
Simon Villeneuve, professeur de physique et d'astronomie au Québec, a intégrée l'encyclopédie dans ses cours comme outil pédagogique, afin d’initier ses étudiants à la recherche documentaire, la vulgarisation et l’évaluation de la qualité des sources. Selon lui, « apprendre comment fonctionne cet outil d’éducation de masse afin, notamment, d’en comprendre les forces et les faiblesses, ainsi que ses limites » fait partie des devoirs d'un enseignant.

### Diversité des contributeurs
Le problème de diversité touche la version francophone de Wikipédia, dont les contributeurs sont à 79% de Français et les Québécois seulement 7%, surreprésentation nuisant à la diversité des articles et des sources. « Les Français ont longtemps refusé des sources comme Le Devoir et La Presse parce que, dans leur esprit, il ne s’agit pas de publications nationales au même titre que les médias parisiens » explique ainsi Simon Villeneuve, contributeur québécois et professeur de sciences. Pour y remédier, de partenariats sont lancés entre Wikimédia Canada et des associations locales afin de rédiger des articles sur des personnalités québécoises.
La sous-représentation des femmes est pointée du doigt en 2024 dans la biographie d'Alice Recoque, pionnière de l'informatique à l'époque du plan calcul puis de l'Intelligence artificielle dans les années 1980, qui consacre son premier chapitre entier à l'encyclopédie. Cette sous-représentation rappelle que seulement 17% des biographies sont consacrées à des femmes,, et qu'existe une surreprésentation des acteurs les plus récents du monde des sciences, des médias ou des arts, faute de contributeurs et de sources en ligne.

### Wikipédia utilisé comme média d'actualité
Dès juin 2021, Marie-Noëlle Doutreix, maîtresse de conférences en sciences de l’information et de la communication à l’université Lyon 2, observe que « Wikipédia est aussi un média d'actualité », « grâce à une série de caractéristiques de fonctionnement et d’usage qui, ensemble, l’apparente à un média d’information », en particulier dans le domaine du sport, en prenant comme exemple l'énorme fréquentation immédiate, souvent à chaud, de ceux sur l'Euro de football de l'année précédente. Elle a calculé une forte corrélation entre le nombre de contributions et de consultations pour un même article sur une même période, l’actualité servant « d’occasion à la relecture et à l’amélioration de l’article lié », ou même des articles connexes. Elle prend pour exemple l’émission "Le Téléphone sonne" du 13 janvier 2021 sur France Inter, dédiée à Wikipédia, par Fabienne Sintes, dont la biographie est modifiée pendant l’émission, en réaction à ce qui se dit à l'antenne, pour rappeler qu'une forte actualité « entraîne aussi plus de dégradations des articles, volontaires ou non », pas seulement par « des utilisateurs novices » qui connaissent trop peu « les règles de l’encyclopédie » mais aussi à cause d'« enjeux politiques prompts à favoriser le non-respect du principe de neutralité », ce qui oblige à « un accroissement de la vigilance » de la "communauté", produisant « une surcharge de travail ». L'universitaire rappelle à ce sujet qu'une encyclopédie est censée apporter des « usavoirs stabilisés », grâce à un « certain recul » ce qui entraîne une « négociation », presque permanente de ses « règles encyclopédiques » en termes d’admissibilité lors de la création d'articles. Elle constate aussi que « les journalistes puisent de plus en plus dans les articles de Wikipédia pour contextualiser » leur couverture, générant parfois « udes boucles de confirmation entre Wikipédia et les médias journalistiques ».

### Projets de régulation
Selon l'universitaire Marie-Noëlle Doutreix, les autorités de plusieurs pays assimilent plutôt Wikipédia à une plateforme proche des réseaux sociaux numériques, avec le risque de l'inclure dans les projets de loi contre les discours de haine ou les fake news, alors que ses enjeux et son fonctionnement sont « à l’opposé » de ceux « des principaux réseaux sociaux », qui « capitalisent sur les intérêts publicitaires et d’influence »: sur Wikipédia, « les points de vigilance » sont « davantage centrés sur les nombreuses tentatives de promotion et d’autopromotion, nécessitant un travail important de « dépubage » » et le combat contre les fake news s'appuie sur des critères consensuels, les informations devant avoir « déjà été publiées par des sources secondaires considérées comme fiables ».

### Les affaires Zemmour, Musk et Le Point
Une critique de nature différente avait émergé peu avant en février 2022, quand un livre du journaliste Vincent Bresson révèle qu'une équipe de contributeurs travaillaient de concert pour la campagne présidentielle d'Eric Zemmour. Début 2025, Elon Musk "appelle au boycott de Wikipédia", et le qualifie de « Wokipedia » car il y voit un phénomène de wokisation, juste avant la sortie en France d'un livre écrit à quatre mains par Michel Sandrin, ex-contributeur de Wikipédia, dont l'ex-pseudonyme 
ne semble pas dévoilé, et Victor Lefebvre, journaliste au JDD,,, titré "La Face cachée de Wikipédia". Lors d'une série d'entretiens à la presse, les auteurs infirment le fait que la sous-représentation des femmes "induit des biais", et s'intéressent à ce qu’ils appellent "l’arrière-boutique du site", pour souligner que son fonctionnement "n’a rien de démocratique dans les faits", car selon eux "des groupuscules tentent de transformer Wikipédia en un outil de propagande", regroupant des "contributeurs, aux engagements militants marqués" qui "veulent prendre le contrôle" des "pages d'actualité". Ils affirment que "les "sources de presse jugées trop à droite sont bannies ou sujettes à caution", quand celles affiliées à la gauche radicale sont parfaitement admises". Au même moment, s'estimant depuis des mois visé par « une opération de désinformation » le présentant à tort, sur Wikipédia, comme islamophobe et complotiste, l’hebdomadaire Le Point a entamé début 2025 un « bras de fer » contre les contributeurs à sa page, via un article d'Erwan Seznec menaçant de révéler l’identité du contributeur "FredD", ce qui déclenche une lettre ouverte de protestation, signée par plus d'un millier d'utilisateurs. Le magazine contre-attaque dès le lendemain par un article titré « Wikipédia contre “Le Point” : comment “l’encyclopédie libre” est devenue une machine à calomnier » et lance une pétition avec pour premiers signataires le député socialiste Jérôme Guedj, la journaliste Catherine Nay ou encore le philosophe Bernard-Henri Lévy, une des éditorialistes de l’hebdomadaire.
Le Figaro, Frontières et Valeurs actuelles avaient alors déjà écrit sur la partialité supposée de l’encyclopédie, selon Rémy Gerbet, directeur exécutif de Wikimedia France. Selon l'universitaire française Marie-Noëlle Doutreix, « beaucoup de personnalités publiques » s'étaient déjà « plaintes du contenu de leur page Wikipédia » dans les années 2000, aux débuts de l'encyclopédie, qui pour l'anniversaire de ses vingt ans en 2021 avait cependant bénéficié d'une couverture journalistique qui selon elle semblait indiquer que son fonctionnement faisait désormais largement consensus au sein de l’univers médiatique.

## Blocage de Wikipédia
Wikipédia fait l'objet de blocages de la part de plusieurs pays parmi ceux pratiquant une « censure systématique d’Internet » selon Reporters sans frontières.

### Chine
Le blocage de Wikipédia en Chine est une série de dénis d'accès assimilable par ses fonctionnalités à un filtrage d'Internet que des personnes de la République de Chine et les fournisseurs d'accès à Internet situés en Chine ont imposé contre zh.wikipedia.org, le Wikipédia en langue chinoise et de sa fondation parente, Wikimedia. Les personnes de Chine et les fournisseurs d'accès Internet ont adopté un accès censuré d'Internet en Chine aux sites Internet à caractère litigieux aux utilisateurs de Chine. Ni Taïwan, ni Hong Kong, ni Macao ne sont affectés par ces blocages.
Les sites de Wikimedia ont déjà été bloqués plusieurs fois sans aucun avertissement ni explication ultérieure. Ces dates incluent du 2 au 21 juin 2004 ; du 23 au 27 septembre 2004 ; du 19 octobre 2005 au 10 octobre 2006 (déblocage partiel) / 9 novembre 2006 (déblocage complet) ; depuis le 16 novembre 2006 ; le 27 juin 2007, accessible, sauf Wikipédia en langue chinoise ; depuis le 1er avril 2008, accessible, sauf la langue chinoise qui reste bloquée. Ces blocages affectent la Chine continentale, soit 46 % des wikipédiens sinophones.
La censure des wikipédias est différenciée. Les versions en langues étrangères sont facilement accessibles en utilisant les sites anonymiseurs. Seule la version (zh) en langue chinoise est véritablement bloquée ; pour y accéder il faut utiliser des sites relais qui chiffrent les messages en transit (https://, ces sites sont généralement à péage) ou des outils qui nécessitent l'installation d'un logiciel. Paradoxe : le blocage de la fonction de modification des wikipédias à partir des adresses IP d'anonymiseurs et mandataires ouverts rend plus difficile leur enrichissement depuis la Chine.
En avril 2006, Baidu.com annonce l'ouverture de sa propre encyclopédie Wiki en Chine continentale sous le nom de Baidupedia (ou Baidu Baike en chinois). Cette encyclopédie devrait être plus acceptable pour la politique de censure chinoise. Le site Baidu.com faisant la promotion de sa Baidu Baike, cette encyclopédie wiki bénéficie d'un afflux de participants, tandis que de l'autre côté, l'ensemble des Wikipédias, dont Wikipédia en chinois, étaient bloqués, ne bénéficiaient plus (ou très peu) des internautes de Chine continentale.
Le 31 juillet 2008, la BBC rapporta que Wikipédia en langue chinoise était de nouveau accessible en Chine ; elle ne l'avait pas été le jour précédent. Ce déblocage survint dans le contexte de l'arrivée de journalistes étrangers en Chine à l'occasion des Jeux olympiques de Pékin. À la suite des demandes du Comité international olympique, plusieurs sites web interdits étaient devenus accessibles, dont le site de la BBC en langue chinoise. En octobre 2008, Wikipédia en langue chinoise et dans les autres langues restait accessible depuis la Chine continentale.
Depuis 2010, les fichiers de commons restent inaccessibles. En particulier, les illustrations des articles ne sont pas visibles.
En mai 2019, Wikipédia, déjà bloquée en mandarin, est désormais inaccessible dans toutes les langues.

### Inde
La Haute Cour de Delhi a bloqué un article dans la version anglaise de Wikipédia concernant un procès en diffamation intenté par l'agence de presse indienne Asian News International contre la Wikimedia Foundation, jusqu'à ce que l'affaire soit rejetée par la Cour suprême de l'Inde,.

### Iran
La version anglaise de Wikipédia fut bloquée entre les 1er et 3 décembre 2006 sans qu'aucune raison ne soit fournie.

### Tunisie
Entre les 23 et 27 novembre 2006, l'ensemble des projets de la Wikimedia foundation étaient bloqués.

### Turquie
Toutes les versions de Wikipédia sont bloquées depuis le 29 avril 2017 dans le pays. Le 26 décembre 2019, la Cour constitutionnelle, la plus haute instance juridique en Turquie, a jugé que le blocage initié par le gouvernement constituait une « violation de la liberté d’expression ».

### Russie
En avril 2024, dans le contexte de l'invasion de l'Ukraine, la Russie bloque l'accès à Wikipédia après avoir mis en place l'encyclopédie en ligne Ruviki, un clone de Wikipédia censuré et contrôlé par le gouvernement,. Ainsi, l'article « Miniver » disparait sur Ruviki et l'article « Invasion de l'Ukraine » est renommé en « Opérations militaires en Ukraine (en 2022) ».

## Fonds en provenance d'un pays
En 2007, pour la première fois, l’encyclopédie Wikipédia reçoit des fonds de la part d’un gouvernement.

## Publication sur d'autres médias
La version allemande de l'encyclopédie a été la première à avoir publié une partie de son contenu sur un autre média que le Web. La première fois sous forme d'un CD en novembre 2004 puis des versions plus complètes sous forme de plusieurs CDs et DVDs en avril 2005 et décembre 2006.
En décembre 2005, l'éditeur Zenodot Verlagsgesellschaft mbH publie un livre de 139 pages sur Wikipédia (son histoire et ses règles) accompagné d'un DVD contenant 300 000 articles et 100 000 images issus de la version allemande.
De plus, DirectMedia avait annoncé une édition papier de toute l'encyclopédie allemande en 100 volumes de 800 pages chacun. L'édition devait débuter en octobre 2006 pour se terminer en 2010. En mars 2006, l'éditeur annonça l'arrêt de ce projet.
La première version CD contenant une sélection d'articles de l'édition anglaise de Wikipédia a été publiée en avril 2006 par SOS Children sous le nom de 2006 Wikipedia CD Selection.
En avril 2007, Wikipedia Version 0.5, un CD contenant une sélection de près de 2 000 articles est édité par la Wikimedia Foundation et Linterweb. La sélection des articles s'est faite en fonction de la qualité des articles, et selon que leur présence sur le CD soit jugée importante. Cette version CD a servi de test afin de préparer une version DVD contenant beaucoup plus d'articles,. La version CD peut être commandée en ligne, téléchargée ou consultée en ligne sur le site de ce projet : « Wikipedia on dvd »(Archive.org • Wikiwix • Archive.is • Google • Que faire ?) (consulté le 8 avril 2013)
Un projet libre a aussi commencé afin de rendre disponible l'encyclopédie sur les iPods. Le projet Encyclopedia a débuté en mars 2006 et est disponible pour les 4 premières générations d'iPods.
L'artiste Michael Mandiberg a créé en 2015 à New York une exposition intitulée From Aaaaa! to Zzzap! dans laquelle il présente le contenu de Wikipedia (en anglais) imprimés dans des volumes d'encyclopédie. Cela représente 7 600 volumes de 700 pages, dont seuls 106 ont été imprimés pour les besoins de l'exposition. La démarche de l'artiste est à la fois "une vision utilitaire de la plus grande accumulation de connaissances humaines" et "un geste poétique envers la futilité de l'échelle du Big Data",.

## Documentaires
- Il était une fois Wikipédia, Lorenza Castella et Jascha Hannover, 2021[134]
- Faut-il croire Wikipedia ? Enquête sur un monde parallèle - Reportage Envoyé Spécial, 2020[135]
- Wikipédia, nouvelle cible des conspirationnistes, Citizen Facts (4/5), ARTE, 2023[136]